# ادمیر آدرویچ
ادمیر آدرویچ (انگلیسی: Admir Adrović؛ زادهٔ ۸ مهٔ ۱۹۸۸) بازیکن فوتبال اهل مونته‌نگرو است که در پست مهاجم برای تیم فوتبال پودگوریتسا بازی می‌کند.
وی در تیم ملی فوتبال زیر ۲۱ سال مونته‌نگرو بازی کرده است.